# Veulettes-sur-Mer
Veulettes-sur-Mer è un comune francese di 327 abitanti situato nel dipartimento della Senna Marittima nella regione della Normandia.

## Società

### Evoluzione demografica
Abitanti censiti